# 기초수의학
기초수의학(Basic Veterinary Medicine)은 수의학에서 가장 기초적이고 기본적인 지식과 내용을 다루는 분야이다. 기초 수의학의 범위는 크게는 16여 가지로, 작게는 7가지로 규정할 수 있으며, 16가지로 구분할 경우 예방수의학이나 임상수의학에 속하는 내용들과 겹치는 부분들이 있다. 7가지로 규정할 경우 그 하위 분야는 아래 내용과 같다.

## 하위 분야

### 수의발생학
수의발생학(Veterinary Embryology)은 배아 또는 태아를 구성하는 세포들의 기원과 발생 및 성숙을 학습·연구하는 학문이다. 특히 총론으로 각각 암컷과 수컷의 생식세포 발달, 배란에서 출생까지의 일반적인 발생과정을 학습하고 연구한다. 그 이후에 호흡기, 소화기 등 체내 발생계통별로 구체적인 발생과정을 학습·연구한다.   

### 수의생물공학
수의생물공학(Veterinary Biotechnology)은 생물학, 미생물학, 생화학 등 전통적인 자연 과학 분야와 유전자 재조합 기술 등과 같은 최신 학문 분야가 융합·응용된 최신 학문 분야를 말한다. 수의생물공학은 다시 유전공학, 세포생물공학, 발생생물공학, 수의생물공학의 4가지 분야로 나눌 수 있다.

### 수의해부학
수의해부학(Veterinary Anatomy)은 동물의 신체를 구성하는 조직이나 기관의 형태, 위치 및 구조를 연구해 각 조직의 관계나 역할들을 규명하는 학문이다. 이는 '대상, 방법, 범위'에 따라 여러 가지로 다시 나누어 진다. 수의해부학은 기초 수의학뿐만 아니라 임상 수의학의 중요한 부분으로서 응용되기도 한다.

### 수의조직학
수의조직학(Veterinary Histology)은 수의해부학에서 조금 더 자세하고 구체적으로 변화된 학문으로, 동물의 여러 기관과 조직의 미세구조 및 기능에 대해 연구한다. 미시해부학이라고도 한다.

### 수의생화학
수의생화학(Veterinary Biochemistry)은 동물 체내에서 일어나는 생리적 기능 확인 및 외부 또는 내부의 조건변화에 따른 동물의 적응 등에 대해 학습·연구한다.

### 수의약리학
수의약리학(Veterinary Pharmacology)은 생리학, 생화학, 면역학 등 여러 학분분야의 융합을 바탕으로 전개되는 학문으로, 동물 체내에 약물이 투여되어 배설되기까지의 수량적 변화와 이에 따른 생체의 반응을 연구하는 생화학 분야 중 하나이다. 약을 임상에 사용하는 경우도 존재하기 때문에 수의약리학 또한 수의해부학처럼 임상 수의학의 한 분야로서 응용되기도 한다.  

### 수의독성학
수의독성학(Veterinary Toxicology)은 동물이 외부로부터 받은 독성증상의 유발인자 규명과 그 독성작용의 기작과 특이적 독성증상을 이해하고 그에 대한 해독법을 연구하는 학문이다.

## 같이 보기
- 수의학

## 참고 자료
- 네이버 지식백과 '기초수의학'
- 《미리 가보는 수의학 교실》(충북대학교 수의학교재편찬위원회) 14쪽 ~ 100쪽 - '기초수의학'